# 毛里求斯戰役
毛里求斯戰役是拿破仑战争期间英國人为奪取法國印度洋領土毛里求斯和留尼汪而發動的戰役。此次战役从1809年春一直持续到1811年春。在这场戰役中，英國皇家海軍占据优势，並最終佔領毛里求斯和留尼汪。1814年，英國將留尼汪歸还法国。